# Monumenten Inventarisatie Project
Het Monumenten Inventarisatie Project, afgekort M.I.P., is een landelijk project van de Nederlandse Rijksdienst voor het Cultureel Erfgoed dat tussen 1986 en 1995 werd uitgevoerd.
Het doel van het project was om per gemeente de waardevolle gebouwen en andere monumenten in woord en beeld te beschrijven, zodat er meer zicht kwam op monumentenzorg en cultuurgeschiedenis. Hierbij werd aan ieder gebouw een waardering gegeven. Eén ster betekent van lokaal belang, twee sterren betekent van regionaal belang en drie sterren van nationaal belang. Aan een van rijkswege beschermd monument wordt een 'M' toegevoegd. De resultaten zijn in boekvorm uitgegeven. 
De database van de MIP-objecten is gepubliceerd onder een Creative Commons-zero licentie.
Boeken in deze serie:
- Gaasbeek, F. & Noordam, C. (1992). Montfoort, Geschiedenis en Architectuur. Zeist: Uitgeverij Kerckebosch. ISBN 9067201316
- Es van, J. & Ginkel-Meester van, S. (2000). Woerden, Geschiedenis en Architectuur. Zeist/Utrecht: Uitgeverij Kerckebosch/Spou. ISBN 9067202215